# 高群逸枝

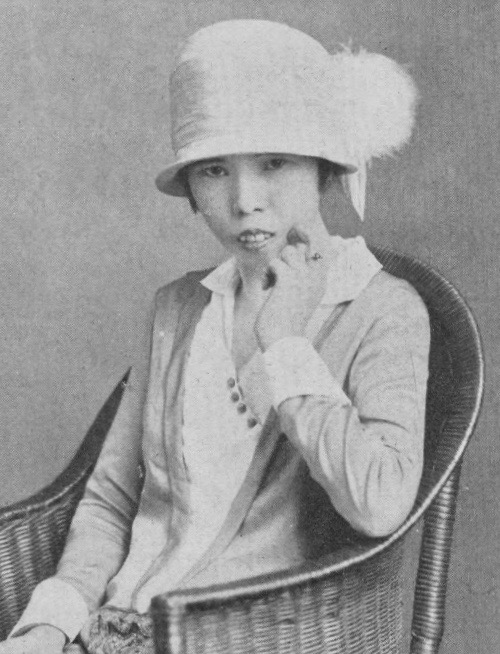
高群逸枝（1928年）

高群 逸枝（たかむれ いつえ、本名：イツエ、1894年（明治27年）1月18日 - 1964年（昭和39年）6月7日）は、日本の詩人・民俗学者・日本の「女性史学」の創設者である。
熊本県下益城郡豊川村南豊崎（現、宇城市）に、小学校校長であった高群勝太郎（嶇泉）の長女として誕生。若い頃より詩人として活躍し、九州新聞などで短歌や詩を発表する。のち、東京にその活躍場所を求めて移転する。アナーキズムと出会って女性史研究を志し、平塚らいてうと共に女性運動を始める傍ら、女性史研究を進め、『母系制の研究』や『招婿婚の研究』などの業績を残し、女性史研究分野の発展に寄与した。ただし、鷲見等曜と洞富雄は高群の説に対して誤謬を指摘している。また、栗原弘は高群が自説に都合の良い恣意的な文献解釈を行っていると批判している。

## 略歴
- 1894年 熊本県下益城郡豊川村に誕生
- 1909年 熊本県立熊本師範学校女子部入学
- 1910年 師範学校退学
- 1912年 熊本女学校4年に編入
- 1913年 熊本女学校修了。鐘淵紡績に女工として就職
- 1914年 西砥用尋常高等小学校の代用教員に就任。のち、父が校長をしている佐俣尋常小学校へ転属
- 1916年 父と共に払川尋常小学校へ転属。橋本憲三と文通を開始
- 1917年 憲三と面会。教職を辞職し、熊本市の専念寺で新聞記者修行に専念
- 1918年 四国巡礼に出発。九州日日新聞に『娘巡礼記』を連載（105回）
- 1919年 九州新聞で『愛の黎明』を、大阪朝日新聞に破調短歌を投稿。憲三と婚約
- 1920年 上京。世田ケ谷村の軽部家に寄宿。母の登代が死去
- 1921年 『新小説』4月号に長篇詩『日月の上に』掲載。熊本県八代郡弥次海岸に転居
- 1922年 再び上京
- 1927年 父の勝太郎が死去
- 1930年 平塚らいてうらと無産婦人芸術連盟を結成、『婦人戦線』を創刊
- 1942年 『日本婦人』に連続寄稿
- 1947年 自宅を「女性史学研究所」と改称
- 1959年 「今昔の歌」を『熊本日日新聞』に連載（100回）
- 1962年 熊本県松橋町名誉町民となる
- 1964年 癌性腹膜炎のため国立東京第二病院で死去[2][3]。戒名は和光院釈浄薫大姉。

## 著作リスト
- 十三才集（1906年）
- 『日月の上に　長編詩』（叢文閣　1921年）
- 『放浪者の詩』（新潮社、1921年）
- 『美想曲』（金星堂、1922年）
- 『妾薄命』（金尾文淵堂　1922年）
- 山の郁子と公作（橋本憲三と共著、1922年）
- 『私の生活と芸術』（京文社、1922年）
- 『胸を痛めて　恋唄』（京文堂、1922年）
- 『東京は熱病にかゝつてゐる 長編詩』（叢文閣、1925年）
- 婦人からの抗議　主として共産主義者に対する（1926年）
- 『恋愛創生』（万生閣、1926年）
- 『小説黒い女』（解放社、1930年）
- 『女教員解放論』（自由社、1931年）
- 『婦人生活戦線』（宝文館　1931年）
- 『大日本女性人名辞書』（厚生閣、1936年）
- 『母系制の研究‐大日本女性史1‐』（恒星社厚生閣、1938年）講談社文庫
- 『お遍路』（1938年）中公文庫
- 『遍路と人生』（厚生閣　1939年）
- 『女性二千六百年史』（厚生閣、1940年） - 発売9日で15版を数えるベストセラーになった[4]
- 『私の報告』（高山書院、1942年）
- 『日本女性伝』（文松堂、1944年）
- 『女性史学に立つ』（鹿水館、1947年）
- 『日本女性社会史』（眞日本社　1947年）
- 『女性の歴史』女性新書‐印刷局（1948年）
- 『恋愛論』（沙羅書房　1948年）講談社文庫
- 『招婿婚の研究』（大日本雄弁会講談社、1953年）
- 『女性の歴史』上・中・下・続（講談社、1954年 - 1958年）講談社文庫
- 『愛と孤独と‐学びの細道‐』（理論社、1958年）
- 『今昔の歌』講談社、1959
- 『日本婚姻史』（至文堂、1963年）
- 『火の国の女の日記』（理論社、1965年）講談社文庫
- 『高群逸枝全集』全10巻（橋本憲三編、理論社、1966-67年）

1　母系制の研究　
2-3 招婿婚の研究
4-5 女性の歴史
6　日本婚姻史・恋愛論
7 恋愛創生 評論集
8　日月の上に 全詩集
9 小説・随筆・日記
10 火の国の女の日記
- 『婦人戦線に立つ』1・2（女性史研究会、1973年）
- 『婦人運動の実践題目』女性史研究会 ;青蛾房 (発売) 1974
- 『婦人運動の単一体系』女性史研究会 ;青蛾房 (発売) 1975
- 『娘巡礼記』（朝日新聞社、1979年）岩波文庫（堀場清子校注）[5]
- 『平安鎌倉室町家族の研究』栗原弘校訂（国書刊行会、1985年）
- 『続アナキズム女性解放論集』黒色戦線社 1989
- 『日本古代婚姻例集』編 栗原葉子,栗原弘校訂 高科書店 1991
- 『わが道はつねに吹雪けり 十五年戦争前夜』永畑道子編著 藤原書店 1995
- 『高群逸枝語録』鹿野政直,堀場清子編 岩波現代文庫 2001

## 伝記
- 『火の国の女・高群逸枝』（河野信子、新評論、1977年）
- 『高群逸枝』（鹿野政直、堀場清子、朝日新聞社、1977年）
- 『両の乳房を目にして －高群逸枝ノート－』（石川純子、青磁社、1979年）
- 『わが高群逸枝』（橋本憲三、堀場清子、朝日新聞社、1981年）
- 『森の家の巫女　高群逸枝』（西川祐子、新潮社、1982年）
- 『高群逸枝－霊能の女性史－』（河野信子、リブロポート（シリーズ民間日本学者）、1990年）
- 『最後の人　詩人高群逸枝』（石牟礼道子、藤原書店、2012年）、新版
- 『別冊環26　高群逸枝　女性史の開拓者のコスモロジー』（藤原書店、2022年）、論考集
- 高群逸枝雑誌 1-31号（橋本憲三編、1968年 - 1976年）

## 肥後猛婦
- 大宅壮一は戦後、熊本県を「天皇引き取り県」といい、また「肥後猛婦」という言葉も作りだした。高群逸枝もその一人である。幕末、維新に活躍した熊本藩儒学者横井小楠の親族や弟子に縁のある女性たちが多く、男女同権や社会運動を目指した。

## 高群逸枝に関する学位論文
- 丹野さきら 「高群逸枝再読 : 種への拒否と歴史の誘惑」[6]
- 栗原弘「高群逸枝の婚姻女性史像の研究」[6]

## 望郷子守歌の碑
- 寄田神社（熊本県宇城市松橋町久具）の境内に、高群逸枝が詠んだ望郷子守歌の碑がある[7]。